# Dalarna megye
Dalarna megye (Dalarnas län) Közép-Svédország egyik megyéje. Szomszédai Jämtland, Gävleborg, Västmanland, Örebro és Värmland megyék. Nyugaton a norvég Hedmark és Sør-Trøndelag megyék határolják. Nevének jelentése magyarul: „A völgyek”.

## Történelmi tartomány
Dalarna történelmi tartomány határai csaknem ugyanazok, mint a modern Dalarna megye határai.

## Címer
Dalarna tartomány történelmi címerében két egymást keresztező, számszeríjba való nyílvessző látható kék mezőben. Ezt a címert 1560-ban adományozta a király. A mai közigazgatási Dalarna megye címerében ehhez még hozzájárul a nyílvesszők felett elhelyezett korona.

## Népesség
| Lakosok száma | 286 165 | 287 191 | 287 966 | 287 676 | 288 387 | 288 310 | 287 253 | 286 455 |
|               | 2017    | 2018    | 2019    | 2020    | 2021    | 2022    | 2023    | 2024    |

## Dalarna megye községei

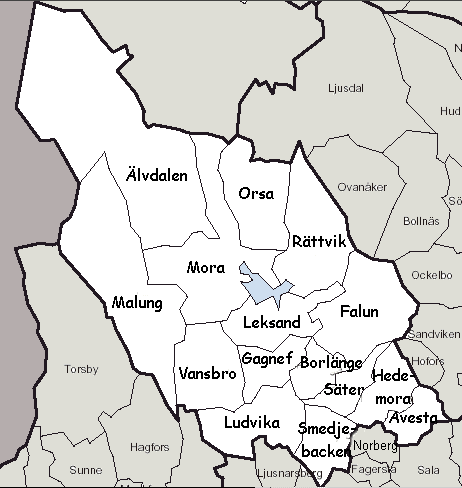
Dalarna megye községeinek térképe

- Avesta
- Borlänge
- Falun
- Gagnef
- Hedemora
- Leksand
- Ludvika
- Malung-Sälen
- Mora
- Orsa
- Rättvik
- Smedjebacken
- Säter
- Vansbro
- Älvdalen

## Dalarna megye települései
A megye tíz legnagyobb települése a svéd központi statisztikai hivatal 2010. december 31-i adatai szerint:
| Nr | Település    | Népesség |
| -- | ------------ | -------- |
| 1  | Borlänge     | 41 734   |
| 2  | Falun        | 37 291   |
| 3  | Avesta       | 14 506   |
| 4  | Ludvika      | 14 498   |
| 5  | Mora         | 10 896   |
| 6  | Hedemora     | 7 273    |
| 7  | Leksand      | 5 934    |
| 8  | Orsa         | 5 308    |
| 9  | Malung       | 5 126    |
| 10 | Smedjebacken | 5 100    |

## Látképek

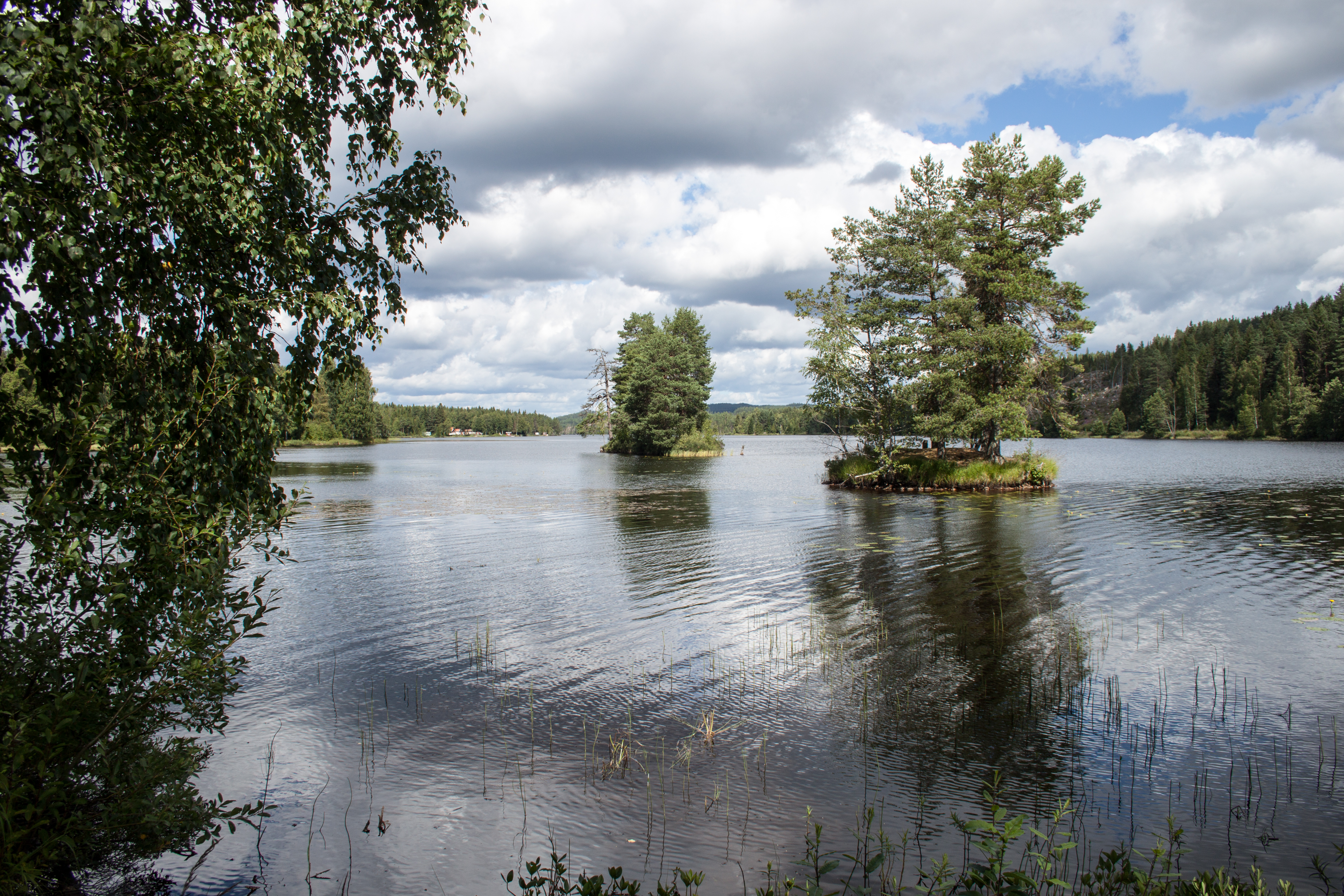
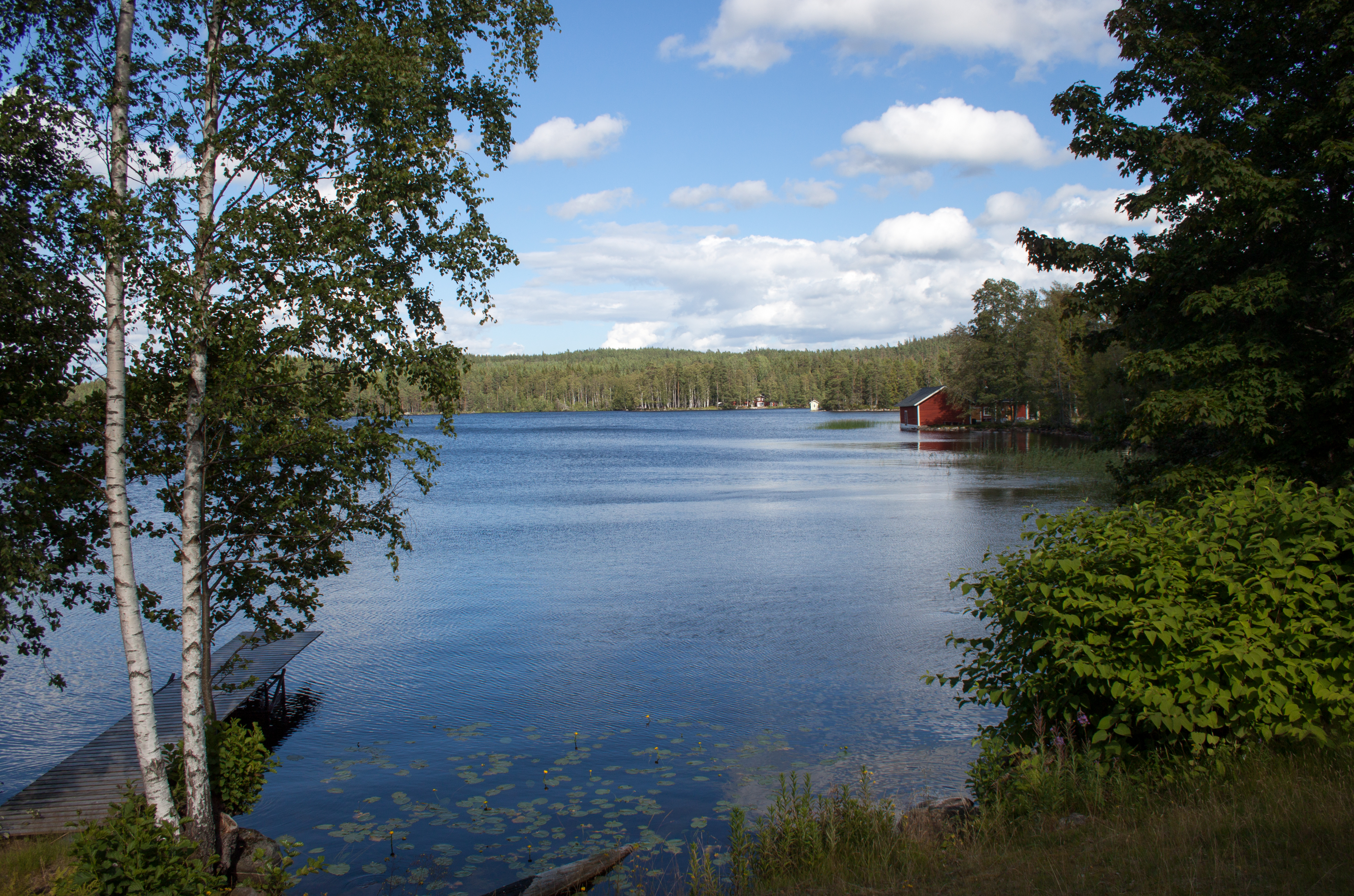
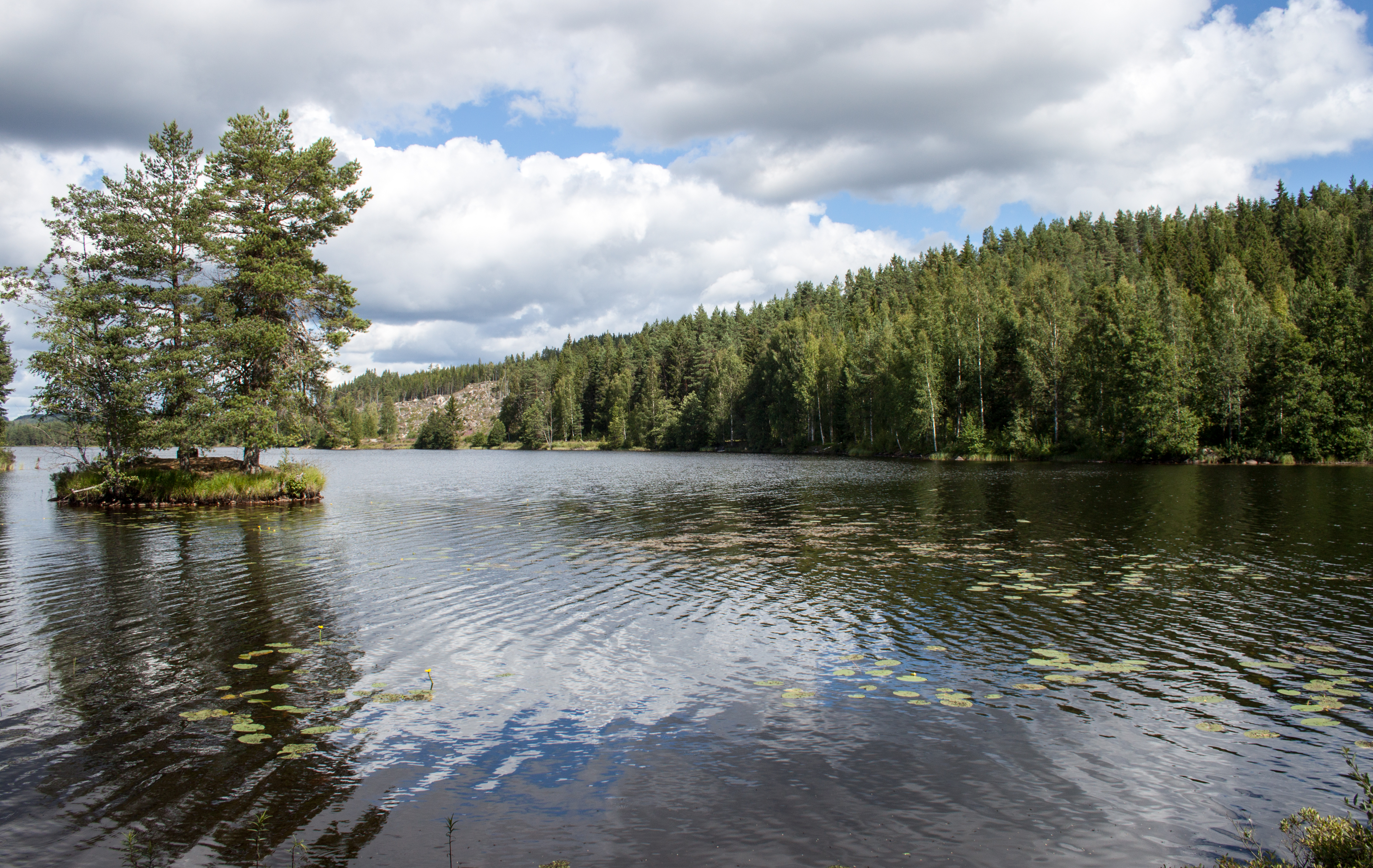
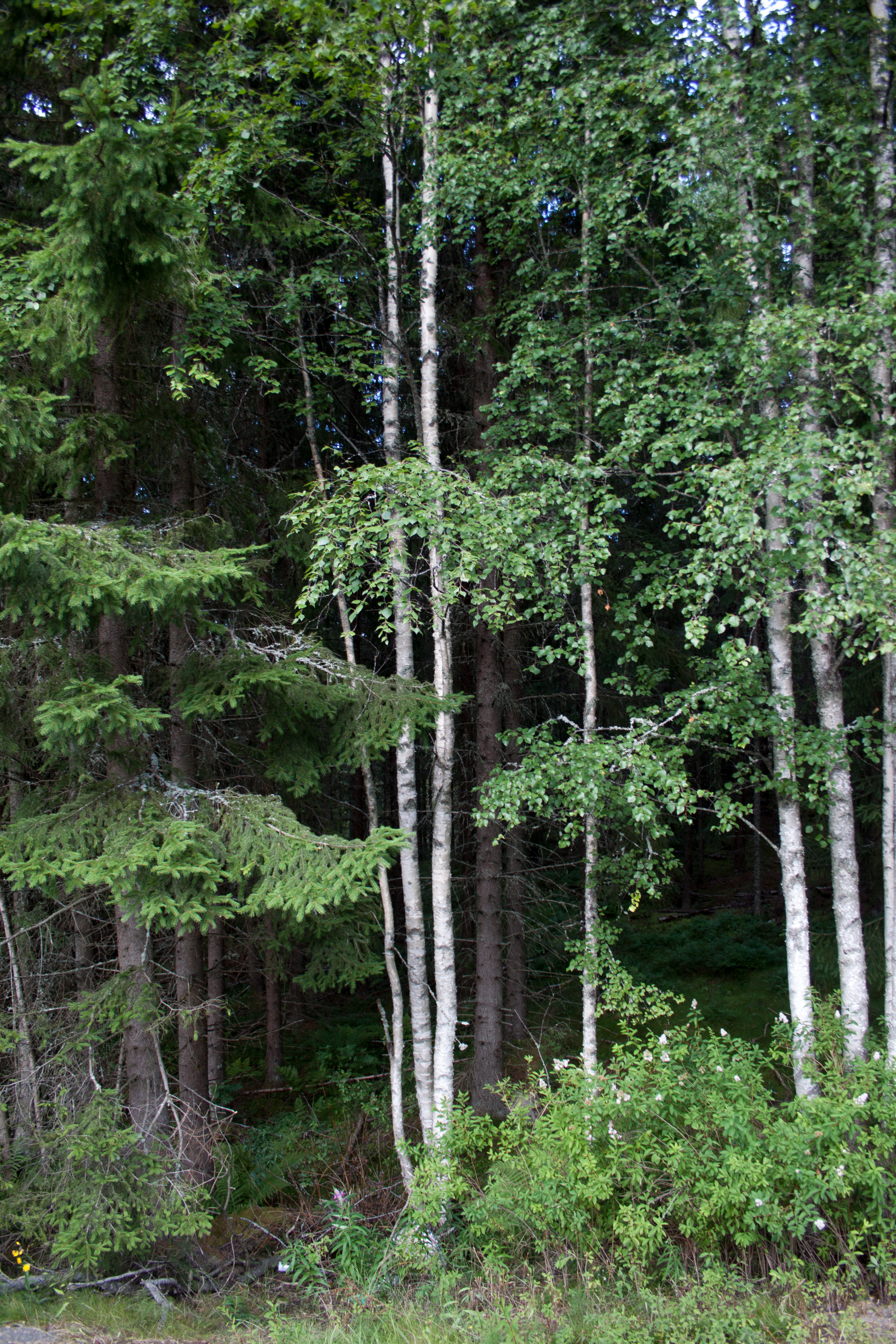

## Kapcsolódó szócikk
- Dalarnai Egyetem